# Síndrome amnésico temporal

.

Síndrome amnésico temporal es un  trastorno de la memoria causado por una lesión en el lóbulo temporal del cerebro humano.  En este síndrome, la memoria a corto plazo se mantiene normal. La memoria semántica a largo plazo es normal y la memoria procedural a largo plazo es normal. Sin embargo, aparece una severa amnesia anterógrada en la memoria episódica a largo plazo  con una modalidad específica, que puede ser verbal o visual y una amnesia retrógrada en la memoria a largo plazo que causan un deterioro significativo en el funcionamiento social o laboral del paciente y una declinación importante del nivel previo de funcionalidad del mismo, a pesar de que las funciones intelectuales superiores y la personalidad permanecen intactas.  

## Definición
La capacidad de codificar y recuperar nuestras experiencias personales cotidianas, denominada memoria episódica, se apoya en los circuitos del lóbulo temporal medio, incluido el hipocampo, que interactúa ampliamente con una serie de estructuras corticales y subcorticales específicas distribuidas. La memoria episódica está relacionada con las áreas de asociación y los componentes del lóbulo temporal medial, además de las áreas corticales parahipocampales y del hipocampo.
El lóbulo temporal medial se encarga de la memoria declarativa y de la memoria a largo plazo. También desempeña un papel importante en el proceso de consolidación de la memoria, es por eso que las lesiones del lóbulo medio-temporal  se asocian a graves alteraciones de la memoria episódica.
El lóbulo temporal medial se identificó como una estructura neuronal importante en la memoria humana gracias a la aparición del paciente H.M., quien padecía una severa amnesia anterógrada, una amnesia retrógrada de dos años previos a la operación, causadas por una lobectomía temporal medial bilateral, aunque mantenía intactas la memoria a corto plazo y la memoria implícita.
Los pacientes amnésicos con daño en el lóbulo temporal medial presentan dificultades en las tareas de aprendizaje porque el papel del hipocampo en la cognición se extiende más allá de las tareas de memoria episódica.
Algunas investigaciones con  imágenes por resonancia magnética funcional muestran que la corteza temporal ventral, incluida la circunvolución fusiforme, suele activarse cuando se presentan al paciente imágenes de objetos visuales, y la corteza temporal lateral, incluida la circunvolución temporal superior, suele activarse durante la codificación de información auditiva.
Algunos estudios han sugerido que  la epilepsia del lóbulo temporal  puede interactuar negativamente con la memoria a largo plazo, produciendo una considerable pérdida de información de la historia autobiográfica del paciente y una incapacidad para mantener la información recién adquirida durante un período de tiempo.

## Etiología
Las causas del síndrome amnésico temporal son lesiones en la región del lóbulo temporal debidas a:
- Encefalitis herpética.
- Cirugías en el lóbulo temporal.
- Infarto cerebral posterior.
- Lobectomía en el lóbulo temporal.
- Eepilepsia del lóbulo temporal